# Daniel Cronmarck
Daniel Cronmarck (född Faxell eller Faxelius) född 25 augusti 1634 i Kila församling, död 1705, var en svensk riksdagsledamot och borgmästare.

## Biografi
Daniel Cronmarck föddes 1634 på Kila prästgård i Kila socken. Han var son till kyrkoherden Sveno Anundi Faxelius i Kila församling och Catharina Norenia. Cronmarck blev 1650 student vid Uppsala universitet och blev 5 december 1660 rådman i Malmö stad (avlade sin ed 25 januari 1661). Han blev 3 oktober 1661 stadssyndikus i Malmö stad och borgmästare i Malmö stad. Cronmarck blev 8 december 1668 bankokommissarie och 9 maj 1672 myntmästare i Stockholm, med konfirmerad fullmakt 13 maj 1674. Han blev 28 januari 1684 extra ordinarie assessor i Bergskollegium och var från 1686 direktör vid Hellefors silververk. År 1691 blev han även sexman vid Hellefors silververk. Han adlades 16 februari 1691 till Cronmarck och introducerades 1693 i Sveriges Riddarhus som nummer 1221. Cronmarck avled 1705 och begravdes 5 juli samma år i Huddinge kyrka.
Cronmarck var riksdagsledamot för borgarståndet i Malmö vid riksdagen 1664 och riksdagen 1668.

### Familj
Cronmarck gifte sig 24 juli 1664 i Stockholm med Catharina Bollander (1649–1706), dotter till kyrkoherden Petrus Magni Bollander i Kumla församling och Elisabet Pedersdotter Rolamb. De fick  sammanlagt 18 barn:
- Peter (1667–1710), hovjunkare
- Daniel (1670–1685), student vid Kungliga Akademien i Åbo
- Ett dödfött barn
- Ett barn (död 1676)
- Elisabet (1675–1739) som var gift med kaptenen Johan Christoffer Hoffenstierna
- Catharina (1677–1736) som var gift med kamreren Torbjrn Björkman, kaptenen Fabian Palmstruch och översten Carl Johan Palmhielm
- Maria (1678–1735) som var gift med bergmästaren Johan Molnstierna
- Anna (1679–1684)
- Sven (1681–1695),
- Carl (född 1682, död före 1685)
- Jan Gabriel (1683–1698)
- Anna Beata (1684–1751) som var gift med majoren Olof Silfverlood och majoren Johan Georg von Drenteln
- Carl Ulrik (1685–1686)
- Erland (1687–1709), livdrabant
- Charlotta (1688–1753)
- Hedvig Eleonora (1689–1689)
- Ulrika Eleonora (1689–1750) som var gift med kaptenen Didrik Vilhelm von der Osten, gennant Sacken
- Hedvig Sofia Cronmarck (1691–1751) som var gift med kaptenen Johan Gottfried Deutschlender.